# Министерство иностранных дел Норвегии
Министерство иностранных дел Норвегии является министерством иностранных дел Королевства Норвегия. Оно было создано 7 июня 1905 года, в тот же день парламент Норвегии (Стортинг) принял решение о роспуске личной унии со Швецией.
Министерство возглавляет министр иностранных дел, в настоящее время Эспен Барт Эйде, и министр по международному развитию, в настоящее время Анне Беате Твиннерейм.

## Организационная структура
После окончания Второй мировой войны Норвегия стала одним из основателей Организации Североатлантического договора и Организации Объединённых Наций, причём норвежец Трюгве Ли был первым Генеральным секретарём последней. Норвегия также вошла в первый список непостоянных членов Совбеза ООН.
Норвежское министерство иностранных дел управляет 110 зарубежными миссиями и тремя подведомственными организациями: Норвежское агентство по сотрудничеству в целях развития, ФК Норвегия (норвежский «Корпус мира»), а также инвестиционный фонд развития страны Norfund.
В отличие от большинства норвежских министерств Министерство иностранных дел два министра выступают в качестве главы организации. Министр иностранных дел возглавляет большинство политических областей и административные районы, а министр по международному развитию возглавляет область политики, связанную с международным развитием. Некоторые департаменты в министерстве отчитываются обоим министрам.

### Министр иностранных дел (Эспен Барт Эйде)
- Два государственных секретаря (Раймонд Йохансен и Лив Моника)
- Политический советник (Гры Ларсен)
- Секретариат министра иностранных дел
- Руководитель информационного отдела
- Советник по правовым вопросам

### Министр международного развития (Анне Беате Твиннерейм)[2][4]
- Государственный секретарь (Энн Маргарет)
- Политический советник (Турбьерн Урфьелл)
- Секретариат министра по международному развитию
- Руководитель информационного отдела
- Аналитическая группа

## Отделы
- Департамент по европейским делам и торговой политики
- Департамент по политике безопасности Крайнего Севера
- Департамента по региональным вопросам и развитию
- Департамент по ООН, миру и гуманитарным вопросам
- Департамент по правовым вопросам
- Протокольный отдел
- Департамент человеческих и финансовых ресурсов
- Отдел внутреннего и внешнего обслуживания